# 密通
密通（みっつう）とは、
- 現代日本語で、狭義の不倫を指す単語。
- 江戸時代において、婚姻関係にない全ての男女間の性的関係を指す単語。

当記事では江戸時代の密通について述べる。

## 江戸時代
江戸時代においては姦通は密通の一要素に過ぎず、直系親族及び三親等以内の血族・及び養子縁組などの法的血族関係にある者との間で行われる「血族密通」や江戸時代における主従関係にある男女間における性的関係なども密通にあたっていた。
江戸時代においては、主人持ちの女性の密通を発見した場合には夫が妻及び密通相手に対して私的刑罰権を行使して、その相手を不法侵入者として殺害する「下手人討」が容認された（これを武士の特権と捉える考え方があるが、それは江戸時代後期に成立した考えであり、寛保元年（1741年）に成立した『律令要略』には庶民の下手人討規定についても定められているが、2年後に完成した『公事方御定書』の改訂ではこれが削除されているのもこうした事情が反映されていると考えられている）。
また同様に娘の密通を父親が発見した場合には相手だけではなく、娘の殺害も認められているが、これは不法侵入に加えて親権の侵害と侮辱行為であると考えられたためである。

## 歴史的な密通事件
- 承元の法難
- 猪熊事件